# Drassyllus pantherius
Drassyllus pantherius är en spindelart som beskrevs av Hu och Wu 1989. Drassyllus pantherius ingår i släktet Drassyllus och familjen plattbuksspindlar. Inga underarter finns listade i Catalogue of Life.